# Green (Maschine)
Green (deutsch Grün) war der amerikanische Deckname für eine japanische Rotor-Chiffriermaschine, die in der Endphase des Zweiten Weltkriegs von den Streitkräften des Japanischen Kaiserreiches vereinzelt eingesetzt wurde.
Die japanische Bezeichnung war „1‑shiki 1‑go inji‑ki“, in etwa zu übersetzen mit „Typ 1 Nummer 1 Schreibmaschine“, wobei die Zahl 1 im ersten Teil für die japanische Jahreszahl 2601 entsprechend dem westlichen Jahr 1941 stand.

## Geschichte
Ein Exemplar von Green (mit der Seriennummer 1032) wurde im Mai 1945 von den US‑Streitkräften in der philippinischen Stadt Baguio City erbeutet. Zu ihrer Überraschung mussten sie feststellen, dass es sich hierbei um eine neuartige japanische Chiffriermaschine handelte, die sich von sämtlich bekannten Vorgängerinnen erheblich unterschied. Für die Eingabe (von Klartext oder Geheimtext) verfügte sie über eine Tastatur mit 60 Tasten, die in sechs untereinanderliegenden Reihen (mit jeweils zehn Tasten) angeordnet waren. Sie waren mit Katakana-Schriftzeichen belegt, die japanischen Silben (genauer: Moren) entsprechen. Zur Illustration sind diese nachfolgend mit lateinischen Buchstaben (Rōmaji) transkribiert.
```
↔  RA YA MA HA NA TA SA KA A

°  RI WA MI HI NI TI SI KI I

⚭  RU YU MU FU NU TU SU KU U

§  RE N  ME HE NE TE SE KE E

"  RO YO MO HO NO TO SO KO O
Ø  9  8  7  6  5  4  3  2  1
 
Ø  9  8  7  6  5  4  3  2  1
```

Zu beachten ist, dass die fünfte Tastenreihe (die zweite von unten) doppelt belegt war. Sie wies sowohl Katakana-Zeichen als auch die zehn Ziffern auf. Alle anderen Reihen waren nur einfach belegt.
Zur Eingabe von Klartext dienten die oberen fünf Reihen, davon die ersten vier zur Eingabe von Klartext-Katakana-Zeichen und die fünfte für Klartext-Ziffern. Der Klartext wurde bei der Verschlüsselung durch die Maschine in eine Ziffernfolge umgewandelt, die den Geheimtext darstellte. Dabei wurde mit jedem Tastendruck eine zweistellige Zahl (ØØ–99) erzeugt.
Umgekehrt, bei der Entschlüsselung, lag der Geheimtext vor, der ausschließlich aus Ziffern bestand, genauer aus Ziffernpaaren, also zweistelligen Zahlen. Zur Eingabe dienten nun nur die beiden unteren Tastenreihen, und zwar die fünfte zur Eingabe der ersten Ziffer und die sechste Reihe (ganz unten) für die zweite Ziffer.
Der jeweils erzeugte Geheim- oder Klartext wurde mithilfe von üblichen Typenhebeln wie bei einer gewöhnlichen Schreibmaschine auf Papier gedruckt.
Zum Zeitpunkt der Kapitulation Japans am 2. September 1945 war die Kryptanalyse der Maschine noch nicht abgeschlossen, wurde aber dennoch durch die Signal Security Agency (SSA) weitergeführt. Die Funktionsweise wurde völlig verstanden und auch diverse kryptographische Schwachpunkte konnten aufgeklärt werden. Dazu gehörte, dass, wie oben erläutert, bei der Verschlüsselung eine Zahl zwischen „ØØ“ und „99“ erzeugt wurde, wozu auch diese beiden Werte selbst gehörten. Jedoch tauchten von den insgesamt möglichen hundert Zahlen nicht alle im Geheimtext auf, sondern nur sechzig. Beispielsweise fehlten stets „Ø1“ und „97“. Dies war zweifellos eine eklatante kryptographische Schwäche, die sowohl die Identifizierung von Green-Geheimtexten als auch deren Entzifferung erheblich erleichtert hätte. Allerdings wurde mit Green verschlüsselter Funkverkehr niemals aufgefangen. Der amerikanische Chef-Kryptologe William Friedman vermutete später (im Jahr 1958), dass sich die Maschine zum Zeitpunkt ihrer Erbeutung noch in der praktischen Erprobung befand.
Die SSA entwickelte sogar noch einen Nachbau der Maschine (englisch Green analog), der schließlich im Februar 1946 fertiggestellt wurde. Da er aber nicht mehr benötigt wurde, wanderte er direkt ins Museum.